# Сильвестр Ігбун
Сильвестр Ігбун (англ. Sylvester Igboun, нар. 8 вересня 1990, Нігерія) — нігерійський футболіст, нападник індійського клубу «Норт-Іст Юнайтед».
Виступав, зокрема, за данський клуб «Мідтьюлланд».

## Ігрова кар'єра
Народився 8 вересня 1990 року в місті Нігерія. Вихованець юнацьких команд футбольних клубів «Ебедей» та «Мідтьюлланд».
У дорослому футболі дебютував 2009 року виступами за команду клубу «Мідтьюлланд», в якій провів шість сезонів, взявши участь у 147 матчах чемпіонату. Більшість часу, проведеного у складі «Мідтьюлланда», був основним гравцем атакувальної ланки команди.
До складу клубу «Уфа» приєднався 2015 року. Станом на 9 серпня 2018 року відіграв за уфимську команду 77 матчів в національному чемпіонаті.